# Aneta Wojtkowska
Aneta Wojtkowska (* 9. März 1991 in Głubczyce) ist eine polnische Badmintonspielerin. 

## Karriere
Aneta Wojtkowska wurde 2013 und 2014 polnische Meisterin im Damendoppel. 2014 siegte sie auch bei den Lithuanian International und den Slovak International. Bei den European Universities Games 2014 gewann sie zwei Bronzemedaillen.

## Sportliche Erfolge
| Saison | Veranstaltung                 | Disziplin   | Platz | Name                                                       |
| ------ | ----------------------------- | ----------- | ----- | ---------------------------------------------------------- |
| 2012   | Polnische Einzelmeisterschaft | Damendoppel | 3     | Aneta Wojtkowska / Aleksandra Wałaszek (Technik Głubczyce) |
| 2013   | Polnische Einzelmeisterschaft | Damendoppel | 1     | Aneta Wojtkowska / Agnieszka Wojtkowska                    |
| 2014   | Polnische Einzelmeisterschaft | Damendoppel | 1     | Aneta Wojtkowska / Agnieszka Wojtkowska                    |
| 2014   | Polnische Einzelmeisterschaft | Mixed       | 3     | Paweł Pietryja (UKS Plesbad Pszczyna) / Aneta Wojtkowska   |
| 2015   | Polnische Einzelmeisterschaft | Damendoppel | 1     | Aneta Wojtkowska / Agnieszka Wojtkowska                    |
| 2015   | Polnische Einzelmeisterschaft | Mixed       | 1     | Paweł Pietryja / Aneta Wojtkowska                          |
| 2016   | Polnische Einzelmeisterschaft | Damendoppel | 1     | Aneta Wojtkowska / Agnieszka Wojtkowska                    |
| 2016   | Polnische Einzelmeisterschaft | Mixed       | 3     | Paweł Pietryja / Aneta Wojtkowska                          |
| 2017   | Polnische Einzelmeisterschaft | Damendoppel | 1     | Aneta Wojtkowska / Agnieszka Wojtkowska                    |
| 2017   | Polnische Einzelmeisterschaft | Mixed       | 3     | Paweł Pietryja / Aneta Wojtkowska                          |
| 2018   | Polnische Einzelmeisterschaft | Damendoppel | 1     | Aneta Wojtkowska / Agnieszka Wojtkowska (Hubal Białystok)  |